# Calonne-sur-la-Lys
Calonne-sur-la-Lys är en kommun i departementet Pas-de-Calais i regionen Hauts-de-France i norra Frankrike. Kommunen ligger i kantonen Lillers som tillhör arrondissementet Béthune. År 2022 hade Calonne-sur-la-Lys 1 578 invånare.

## Befolkningsutveckling
Antalet invånare i kommunen Calonne-sur-la-Lys
| Referens: INSEE |